# هنريش فوك
هنريش فوك (بالألمانية: Henrich Focke)‏ (8 أكتوبر 1890)   - 25 فبراير 1979) كان رائد الطيران الألماني من بريمن وأيضا مؤسس مشارك لشركة Fockeفوك وولف. يُعرف باسم مخترع Fw 61، أول طائرة هليكوبتر ألمانية ناجحة.

## سيرة شخصية

### حياة سابقة
ولد هنريش فوك في بريمن في 8 أكتوبر 1890، ودرس فوكي في جامعة ليبنيز هانوفر، حيث أصبح صديقًا لجورج وولف في عام 1911. في عام 1914، أبلغ هو وولف عن الخدمة العسكرية وتم تأجيل فوك بسبب مشاكل في القلب، ولكن تم تجنيدهم في نهاية المطاف في فوج مشاة. بعد خدمته في الجبهة الشرقية، تم نقله إلى الخدمة الجوية الإمبراطورية للجيش الألماني.
تخرج فوك في عام 1920 باسم Dipl-Ing بامتياز. كانت وظيفته الأولى في شركة Francke في بريمن كمصمم لأنظمة غاز الماء.

## وصلات خارجية
- هنريش فوك على موقع مونزينجر (الألمانية)

1. 1 2  Brockhaus Enzyklopädie | Henrich Focke (بالألمانية), OL:19088695W, QID:Q237227
2. 1 2  Proleksis enciklopedija | Heinrich Focke (بالكرواتية), QID:Q3407324
3. ↑  Store norske leksikon | Henrich Focke (بالنرويجية البوكمول والنرويجية النينوشك), ISSN:2464-1480, QID:Q746368
4. ↑   https://www.fi.edu/en/laureates/heinrich-focke. {{استشهاد ويب}}: |url= بحاجة لعنوان (مساعدة) والوسيط |title= غير موجود أو فارغ (من ويكي بيانات) (مساعدة)